# Tomasz Lenkiewicz
Tomasz Lenkiewicz (ur. 24 kwietnia 1973 w Olsztynie) – polski menedżer branży sportowej i urzędnik państwowy, w latach 2012–2013 podsekretarz stanu w Ministerstwie Skarbu Państwa.

## Życiorys
Absolwent Akademii Wychowania Fizycznego i Sportu im. Jędrzeja Śniadeckiego w Gdańsku. Ukończył podyplomowo Szkołę Zarządzania na Uniwersytecie Gdańskim oraz organizację i zarządzanie sportem na gdańskim AWF-ie.
Od 2006 związany zawodowy z Centralnym Ośrodkiem Sportu w Warszawie, początkowo jako kierownik Działu Zgrupowań i Imprez Sportowych, a od 2009 – jako zastępca dyrektora ds. sportu w Ośrodku Przygotowań Olimpijskich we Władysławowie. W 2010 został dyrektorem naczelnym Centralnego Ośrodka Sportu, przeprowadził wówczas restrukturyzację instytucji.
5 stycznia 2012 powołany na stanowisko podsekretarza stanu w Ministerstwie Skarbu Państwa, odpowiedzialnego za prywatyzację oraz nadzór nad spółkami z mniejszościowym udziałem Skarbu Państwa. Odwołany z funkcji 10 czerwca 2013.
W 2012 został objęty podsłuchami Agencji Bezpieczeństwa Wewnętrznego. W 2016 prokuratura oskarżyła go o płatną protekcję.

## Życie prywatne
Żonaty, ma dwoje dzieci. Zna język angielski.